# 富澤政鑒
富澤 政鑒（とみざわ まさみ　1910年（明治43年）8月23日 - 1980年（昭和55年）2月7日）は、日本の政治家。初代多摩市長である。

## 生涯
1910年に多摩市の連光寺に生まれる。祖父は富澤政賢。
1959年に多摩村の村長になった。
1964年に多摩村の町政執行により、初代町長、唯一の町長になった。
1971年に多摩町の市政執行により、初代市長になった。
聖蹟桜ヶ丘の高級分譲住宅地を中心に住宅都市化を推進した。公団による多摩ニュータウン開発を受け入れた。
1979年に選挙で臼井千秋に敗れ、市長を辞める。
その約1年後の1980年に死去。